# Grand-duché de Finlande
1809–1917
Entités précédentes :
- Suède-Finlande

Entités suivantes :
- Royaume de Finlande

Le grand-duché de Finlande (en finnois : Suomen suuriruhtinaskunta ; en russe : Великое княжество Финляндское / Velikoe knjažestvo Finljandskoe, littéralement « grande-principauté de Finlande » ; en suédois : Storfurstendömet Finland) était l'État prédécesseur de l'actuelle Finlande lorsque son territoire était une composante de la Russie impériale entre 1809 et le 6 décembre 1917, date de l'indépendance finlandaise,.

## Introduction

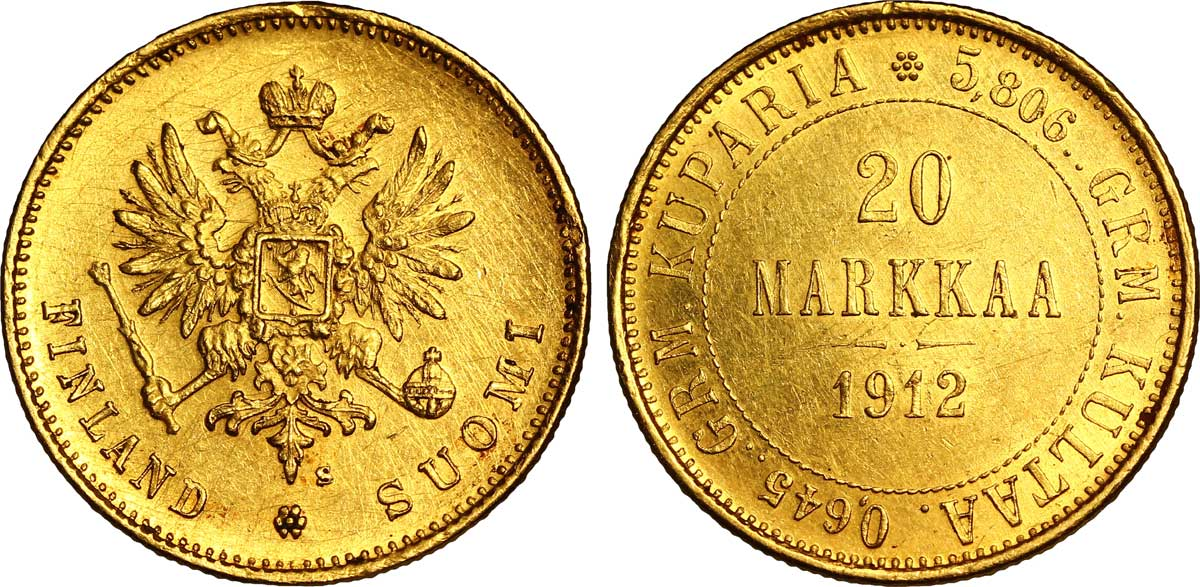
FINLANDE, pièce de 20 marks frappée en 1912 à Helsinki durant l'administration Russe. La Finlande avait obtenu en 1864 le droit de frapper sa propre monnaie.

La Finlande sert à maintes reprises de champ de bataille et d'enjeu entre les empires suédois et russe. À l'époque napoléonienne, la Suède dut l'abandonner à l'empereur Alexandre Ier par le traité de Fredrikshamn (aujourd'hui Hamina) du 17 septembre 1809. Le pays devint dès lors un grand-duché autonome de l'Empire russe. Helsingfors (l'actuelle Helsinki) devient capitale du grand-duché en 1812 à la place de la ville de Turku (alors Åbo en suédois) et c'est à partir de cette époque que la ville commence à croître en influence. Contrairement à l'époque suédoise, la Finlande n'est pas un territoire à part entière de l'empire, car le grand-duché de Finlande est rattaché à l'Empire russe par une union personnelle. En Finlande, le tsar est grand-duc. Les empereurs se montrèrent plus ou moins respectueux de cette autonomie, et surtout tentèrent tous, à l'exception notable d'Alexandre II, de russifier cette région. C'est cette autonomie qui fut à l'origine du mouvement pour l'indépendance du pays à partir du XIXe siècle.
Antérieurement intégrée au royaume de Suède, la Finlande conservait une organisation héritée de la période suédoise. Le grand-duché disposait d'une Constitution et d'une Diète à quatre états, à une époque où l'empereur était en Russie un monarque absolu. Les langues administratives et de l'enseignement supérieur sont alors le suédois et l'allemand (langue de l'Église luthérienne en plus du suédois), le finnois étant parlé par la paysannerie. Toutefois, un mouvement national, comme dans d'autres pays européens de l'époque, fait renaître la culture finnoise dans la seconde moitié du XIXe siècle et les premiers dictionnaires finno-suédois apparaissent. Après 1906, le parlement, l’Eduskunta, est élu au suffrage universel des deux sexes, ce qui fait de la Finlande le deuxième pays au monde qui, après la Nouvelle-Zélande, a accordé le droit de vote aux femmes. Elle était gouvernée par ses propres lois, possédait une administration et un système d'éducation particuliers. Ses citoyens n'étaient pas astreints au service militaire dans l'armée russe.
Toutefois la signature par Nicolas II du manifeste de février 1899 renforce la censure et le pouvoir du gouverneur-général Bobrikov, nommé en 1898, qui est finalement assassiné le 16 juin 1904 par Eugen Schauman devant le Sénat de Helsingfors (Helsinki).

## La naissance du grand-duché de Finlande

### Les grands-ducs de Finlande pendant la domination suédoise
Le terme de grand-duché de Finlande, en tant que concept géographique, sans aucune signification administrative, a été mentionné pour la première fois sous la domination suédoise en 1518, lorsque Johannes Magnus a utilisé le terme.
La référence suivante connue à ce concept date du 3 août 1577, lorsque le roi Jean III de Suède a utilisé le titre de « grand-duc de Finlande ».
Après la conquête de Kexholm en 1580, Jean III a commencé à utiliser le titre de grand-duc de Finlande et de Carélie (source du 11 juillet 1581) et un grand blason a été dessiné pour le Grand-Duché, avec la Couronne du grand-duc,.
Après cela, le titre de grand-duc de Finlande a été compris dans le titre officiel de la plupart des rois suédois jusqu'à la fin de la domination suédoise.
Le Grand-Duché était important pour la Suède car avoir un grand-duché sur son territoire augmentait son importance internationale.
À l'époque, la Pologne et la Lituanie formaient le grand-duché de Lituanie.
Lorsque la Suède s'est présentée comme un royaume englobant différents territoires, elle a gagné en crédibilité aux yeux des autres royaumes européens.
Le Grand-Duché apparaît pour la première fois en 1662 sur la carte Magnus Ducatus Finlandiae du cartographe Johan Blaeu aux Pays-Bas.
Le titre de « grand-duc de Finlande » sera supprimé de la liste des titres du roi de Suède en 1720. Cela peut être dû en partie à l'effondrement de la grande puissance et à la nécessité de ne pas insister sur sa composition en parties séparées, ce qui aurait trop clairement défini l'entité à conquérir par son voisin oriental.

### La Finlande passe sous domination russe
Le statut de superpuissance de la Suède a commencé à être ébranlé à partir du début du XVIIIe siècle.
D'abord, la grande guerre du Nord a conduit le royaume en 1721 à céder, par le traité de Nystad, les pays baltes, la  Carélie, une grande partie du Comté de Viipuri et Savonlinna et le comté de Käkisalmi à la Russie.
À la fin de la grande guerre du Nord, la Finlande est occupée.
Puis, à la suite de la guerre russo-suédoise de 1741-1743, lors du traité de paix de Turku en 1743 , la partie sud-est du comté de Viipuri et Savonlinna est cédée à la Russie.
Ces territoires finlandais cédés en deux étapes et dominés par la Russie sont appelés par le nom d'Ancienne Finlande ou de Gouvernement de Vyborg.
Le sort de la Suède et avec elle de celui de la Finlande s'est joué, comme si souvent dans l'histoire, entre la Russie et les puissances d'Europe de l'Ouest et d'Europe centrale en compétition pour le statut de superpuissance.
Cette fois, la guerre de l'empereur français Napoléon Bonaparte contre le Royaume Uni a conduit aux traités de Tilsit, et au déclenchement de la guerre de Finlande contre la Suède le 21 février 1808.
À la fin de la guerre en 1809, la Finlande était entièrement occupée et l'armée impériale russe avait conquis une partie de l'actuelle Laponie suédoise.
La guerre de Finlande a pris fin le 17 septembre 1809 avec le traité de Fredrikshamn signé entre la Suède et la Russie.
L'article IV de l'Accord du traité de Fredrikshamn, qui définit les territoires cédés à la Russie, ne mentionnait pas le nom de la Finlande, mais liste les comtés qui sont cédés à la Russie.
Le nom Finlande apparaît dans les articles V, X, XIV et XVII de l'accord, qui concernent certains effets du transfert territorial,.

### L'autonomie finlandaise

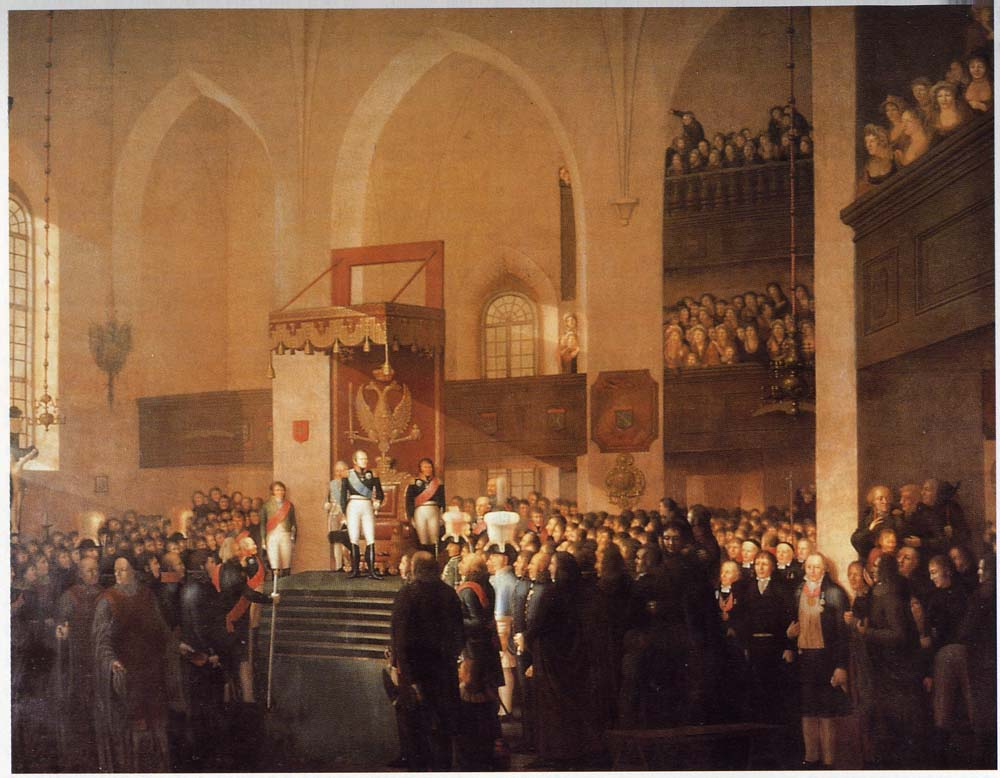
Le tsar Alexandre Ier ouvre la diète de Porvoo en 1809.

Plutôt que de soumettre le territoire à la domination directe d'un gouverneur général impérial, un nouveau système administratif est établi en Finlande, rédigé en partie par le libéral Mikhail Speransky.
Le nouveau grand-duché de Finlande sera gouverné par un Conseil de gouvernement, plus tard par le Sénat de Finlande, un organe composé de citoyens finlandais.
En outre, l'empereur traitera les questions relatives à la Finlande directement par l'intermédiaire d'un ministre-secrétaire d'État pour la Finlande, sans l'intervention de du gouvernement ou de l'administration russe.
Cela a jeté les bases de l'autonomie considérable dont la Finlande a joui pendant la majeure partie de la période de domination russe.
Les premières années du grand-duché de Finlande se déroulent sans incident.
En 1812, la région de l'ancienne Finlande, aussi connue sous le nom de province de Vyborg, est rendue à la Finlande après avoir été annexée par la Russie lors de la grande guerre du Nord et de la guerre russo-suédoise de 1741-1743.
Cette décision du tsar a suscité la colère de certaines parties du gouvernement et de l'aristocratie russes, qui souhaitaient soit revenir à la frontière précédente, soit annexer les communautés à l'ouest de Saint-Pétersbourg.
Malgré le tollé, les frontières resteront fixées jusqu'en 1940.
Le geste peut être vu comme la préoccupation d'Alexandre Ier pour la Finlande et ses tentatives d'apaisement des Finlandais, dans des tentatives pour gagner leur loyauté qui viendrait d'un apaisement passif.
Alexandre déplace aussi la capitale de Åbo à Helsingfors (Helsinki aujourd'hui), une petite ville fortifiée protégée par Sveaborg.
La principale université finlandaise est transférée à Helsingfors après le grand incendie de Turku, qui a détruit la majeure partie de ses bâtiments.
Malgré les promesses d'une Diète de Finlande, la Diète n'a été convoquée qu'en 1863 alors que de nombreuses nouvelles lois adoptées par la législature étaient des lois qui auraient nécessité l'approbation de la Diète sous la domination suédoise.
Alexandre ordonnera la création de la maison de la noblesse de Finlande.
La maison est créée en 1818 pour enregistrer toutes les familles nobles de Finlande afin que la noblesse soit représentée à la Diète finlandaise.
Qu'Alexandre ait délibérément ignoré ou non l'existence de la Diète est sujet à débats, avec des facteurs notables tels que la chute de Napoléon et la création de la Sainte-Alliance, le mysticisme religieux retrouvé de la couronne russe et l'expérience négative de la Diète de Pologne.
Puis Alexandre Ier cessera de s'investir dans la politique finlandaises pour revenir gouverner la Russie.

## Vers l'indépendance

### Mort d'AlexandreIeret politique d'assimilation
En 1823, le comte Arseni Zakrevski est nommé gouverneur général de Finlande et devint rapidement impopulaire parmi les Finlandais et les Suédois.
Arseni Zakrevski abolit le Comité des affaires finlandaises (fi) et réussit à obtenir le droit de soumettre les affaires finlandaises directement à l'empereur russe, en contournant le ministre-secrétaire d'État pour la Finlande.
Deux ans plus tard, Alexandre Ier, meurt le 1er décembre 1825.
Arseni Zakrevsky saisit l'occasion d'exiger de la Finlande qu'elle prête un serment de fidélité qui désignerait l'empereur russe comme le souverain absolu de la Finlande - s'attendant à ce que l'empereur soit Constantin Pavlovitch, le frère d'Alexandre Ier.
Nicolas, le frère puiné de Constantine et d'Alexandre, devint empereur malgré l'insurrection décembriste de décembre 1825.
Nicolas Ier assure au ministre-secrétaire d'État pour la Finlande Robert Henrik Rehbinder, qu'il continuera à soutenir la politique libérale d'Alexandre Ier concernant la Finlande.
En 1830, l'Europe devient un foyer de révolutions et de réformes à la suite de la Révolution française.
L'insurrection de Novembre de 1830-1831 est un soulèvement massif contre Nicolas Ier et la tutelle de Saint-Pétersbourg.
La Finlande n'a pas fait une telle démarche, car la Russie a déjà acquis la loyauté finlandaise.
Ainsi, la Russie poursuivra sa politique respectant l'autonomie finlandaise et l'assimilation tranquille des Finlandais dans l'Empire russe.
Arseni Zakrevski meurt en 1831, le knèze Alexandre Sergueïevitch Menchikov lui succède en tant que gouverneur général de Finlande et poursuit la politique d'apaisement avec les Finlandais.
La langue russe est aussi étudiée avec enthousiasme, de plus en plus de Finlandais cherchant à apprendre la langue russe, la politique, la culture et à s'intégrer dans la société russe.
Lev Alexeïevitch Perovski, le ministre de l'Intérieur de Nicolas Ier de 1841 à 1852, a défendu les idées du comte Zakrevsky et a poussé plus loin les idées de russification subtile au cours des années 1840.

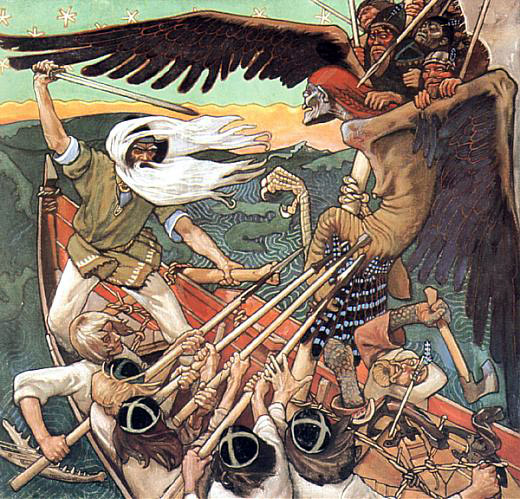
La défense du Sampo peint par Akseli Gallen-Kallela.

Cependant, la Finlande connaîtra une révolution nationaliste dans les années 1830, une révolution basée sur la littérature.
Cela a marqué le début du mouvement Fennomane, un mouvement nationaliste qui allait être influent en Finlande jusqu'à son indépendance.
En 1831, la Société de littérature finnoise est fondée, qui s'est formée pour l'appréciation de la langue finnoise.
Le finnois n'est alors pas représenté comme la langue de l'élite savante, car la plupart des ouvrages universitaires imprimés, des romans et de la poésie sont édités en suédois ou en russe.
En 1835, la publication du Kalevala, l'épopée finlandaise aura une influence massive et renforcera le nationalisme et l'unité finlandaise, bien que l'épopée soit un recueil de poésie et d'histoires du folklore finlandais.
La quête de la littérature s'est développée dans les années 1840 et 1850 et a attiré l'attention de l'église finlandaise et de la couronne russe.
Des journaux finlandais, tels que Maamiehen Ystävä (l'ami du fermier), commencent à être publiés dans les zones urbaines et rurales de Finlande.
L'élite universitaire suédoise, l'Église et le gouvernement russe s'opposent au mouvement littéraire finlandais.
Edvard Bergenheim, archevêque d'Åbo de 1850 à 1884, appelle à une double censure contre les ouvrages opposées à l'Église et aux ouvrages d'apparence socialiste ou communiste.
Les positions réactionnaires de l'Église évangélique-luthérienne de Finlande convaincront Nicolas Ier d'interdire, en 1850, la publication de toutes les œuvres finlandaises qui ne sont pas de nature religieuse ou économique, car de telles œuvres, pourraient être considérées comme révolutionnaires et pourraient encourager la majorité finlandaise à se révolter contre l'église et la couronne.
Cependant, la censure n'a fait qu'alimenter les conflits linguistiques en Finlande et le mouvement fennomane,.

### Guerres de Crimée et d'Åland

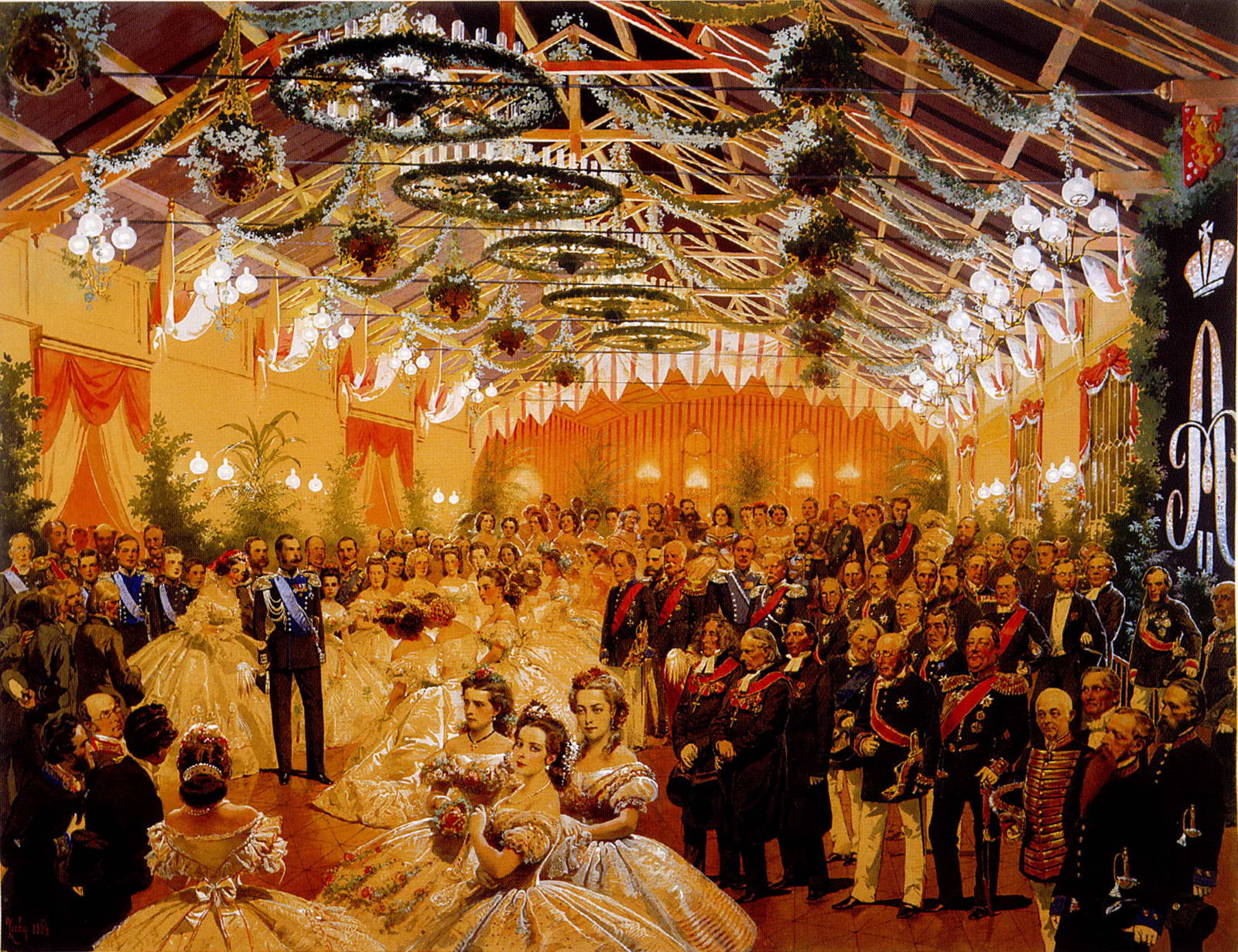
Bal à Helsinki en l'honneur d'Alexandre II en 1863.

La situation politique des superpuissances en Europe a conduit la Russie à la guerre russe, d'abord contre l'Empire ottoman en 1853, puis à la guerre de Crimée contre la France et le Royaume Uni en 1854-1855.
La guerre s'est déroulée principalement en mer Noire et dans la péninsule de Crimée, mais les batailles se sont finalement étendues à la mer Baltique et au grand-duché de Finlande sous le nom de guerre d'Åland (1854-1855).
Durant la guerre d'Åland, la marine britannique a mené une guerre de destruction contre la Russie, endommageant les villes côtières finlandaises (dont Helsinki, Hamina, Kokkola, Kotka, Oulu, Raahe) et leurs ports, et détruisant la forteresse de Bomarsund à Åland et la forteresse de Svartholm à Loviisa.
À Kokkola, une unité de volontaires rassemblée par la population locale surprend les troupes britanniques et repousse leur attaque contre le port de Kokkola.
La bataille la plus célèbre de la guerre sera le bombardement de Viapori du 9-11 août 1855.
Lors de celui-ci, la flotte britannique, dont la portée des canons des navires était deux fois plus longue que la portée de l'artillerie de Viapori, a tiré sur le fort à une distance de sécurité.
Aucune tentative n'a été faite pour débarquer, mais le but principal était apparemment de maintenir les forces de l'Empire russe en mer Baltique et de causer une perte de prestige aux Russes.
De plus, les défenseurs de Viapori auront 55 morts et 204 blessés.
La guerre d'Åland sera la dernière « guerre seulement militaire » de l'histoire de la Finlande. La population civile d'Helsinki a pu suivre en paix le bombardement de Viapori depuis les rochers d'Ullanlinna,.
La défaite lors de la guerre de Crimée a provoqué une crise interne en Russie, qui a conduit Alexandre II, élu nouvel empereur le 3 mars 1855, à se lancer dans un solide programme de réformes économiques et sociales de la Russie.

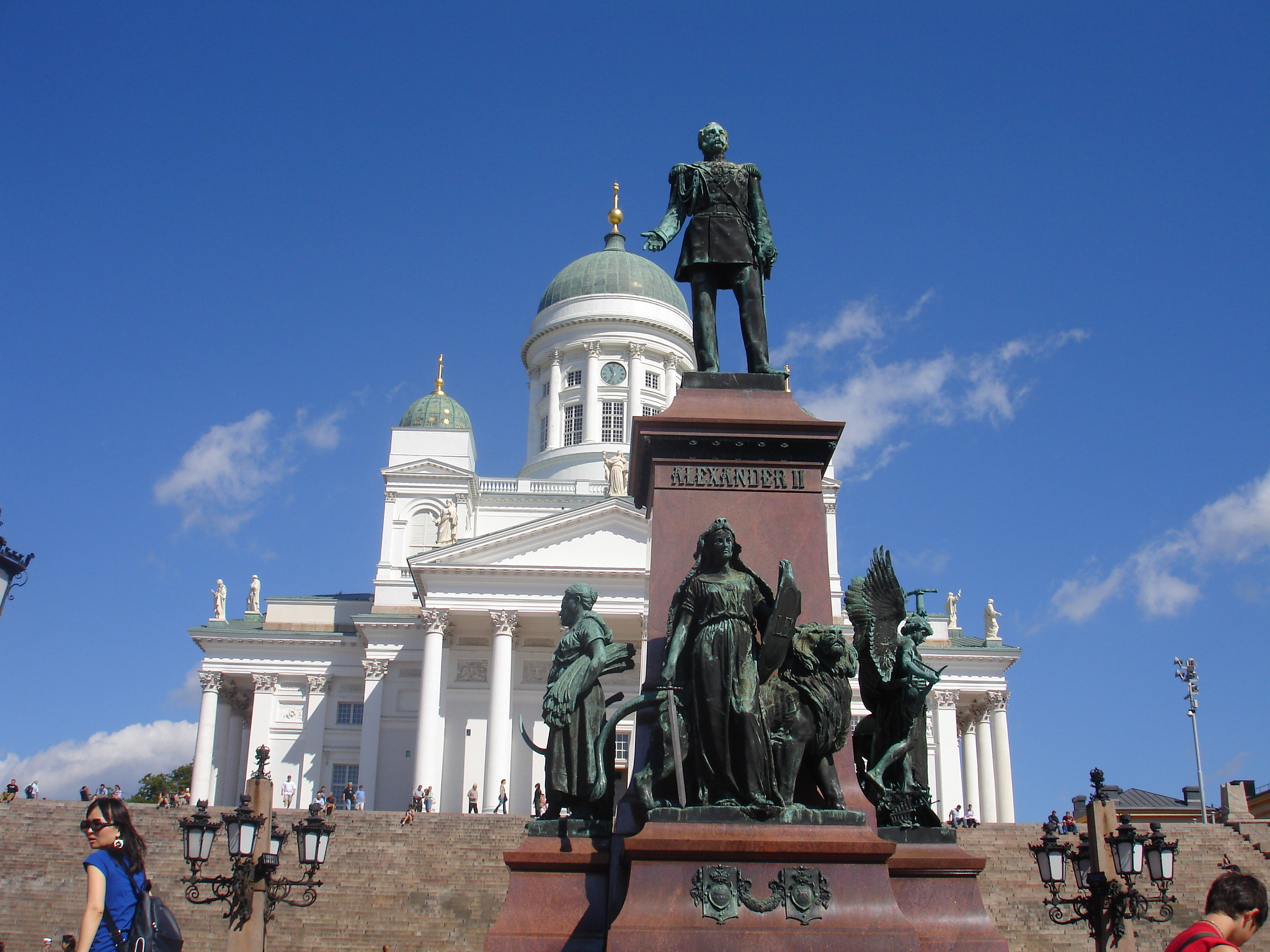
La statue d'Alexandre II à Helsinki a été érigée pour commémorer son rétablissement de la Diète de Finlande en 1863.

En 1861, il abolit le servage en Russie , en 1864 il sépare les pouvoirs exécutifs et le judiciaires et réforme la politique municipale.
Le Comité finlandais de traduction de la Bible est fondé par une décision du Sénat le 11 avril 1861 et est présidé par Anders Wilhelm Ingman et le professeur Gabriel Geitlin.
Dans l'ensemble, la défaite de la Russie dans la guerre de Crimée et le règne d'Alexandre II conduiront à une période très positive de développement étatique, économique et social du grand-duché de Finlande.
L'empereur, chancelier par intérim de l'université impériale Alexander, se rend à Helsinki le 24 mars 1856 et autorise le Sénat à apporter des changements importants dans le développement industriel, les transports, le commerce, la navigation, l'école et l'éducation publique du pays.
Le général libéral germano-balte Fredrik Vilhelm von Berg est nommé gouverneur général de Finlande.
Une décision plus importante sera de révoquer de son poste en 1858 Lars Gabriel von Haartman, qui a auparavant joué un rôle clé dans l'administration économique du grand-duché et promu le mercantilisme.
Il est remplacé par Fabian Langenskiöld, qui a tiré les leçons du libéralisme économique,,.

### Le Grand-Duché dans les années 1860–1870
Les écrits de Johan Vilhelm Snellman et d'autres écrivains fennomanes combinent littérature et nationalisme et multiplient les appels à la reconnaissance de la langue finnoise et aux réformes de l'éducation en Finlande.
Cet activisme s'est intensifié pendant la guerre de Crimée au cours de laquelle les ports et forteresses finlandais de la mer Baltique ont fait l'objet d'attaques alliées, en particulier Sveaborg et Bomarsund dans les îles Åland pendant la guerre d'Åland.
Comme les journaux étaient imprimés en suédois et en russe en raison de la censure, de nombreux Finlandais ne pouvaient pas lire les événements de la bataille de Bomarsund et des bombardements de Sveaborg.
Nicolas Ier meurt en 1855, et le nouvel empereur, Alexandre II, a déjà prévu des réformes éducatives dans les territoires périphériques de la Russie, dont la Finlande.
Alexandre II envisage également de faire à nouveau appel à la Diète des États. Sous le règne d'Alexandre, la Finlande connaît une période de libéralisation dans l'éducation, les arts et les désirs économiques. En 1858, le finnois est devenu la langue officielle des organismes politiques locaux, comme les provinces, où le finnois est la majorité de la langue parlée.
Cependant, les Finlandais craignent que Saint-Pétersbourg n'empêche la Diète de Finlande de se réunir au motif que les citoyens polonais et russes ne bénéficient pas des mêmes libertés. Et les citoyens finlandais craignent que la Diète de Finlande soit dissoute.
En 1863, Alexandre II convoque la Diète de Finlande et déclare que la langue finnoise devait être à égalité avec le suédois et le russe dans le grand-duché de Finlande, tout en adoptant des lois concernant les infrastructures et la monnaie.
Alexandre II en est venu à favoriser la classe ouvrière finlandaise par rapport à l'élite suédoise, en raison de la propagande suédoise pendant la guerre de Crimée appelant à la révolte contre les Russes.
Alexandre II a également adopté une loi concernant l'ordonnance linguistique en août 1863, exigeant que la langue finnoise soit introduite dans toutes les entreprises publiques dans les vingt ans.
La loi est élargie en 1865 pour exiger que les organismes de l'État servent le public en finnois sur demande.
Alexandre II témoigna d'une remarquable libéralité vis-à-vis du peuple finlandais (comme plus généralement de ses autres sujets) et favorisa l'émergence d'une littérature nationale. C'est donc notamment à travers la culture et ses intellectuels que la Finlande va voir se développer son mouvement pour l'indépendance. Ainsi la publication le 28 février 1835 d'un recueil de chants inspirés des contes traditionnels de Carélie et du Kainuu sous le nom de Kalevala par un médecin de campagne finlandais, Elias Lönnrot, est devenu le fondement de la culture finlandaise.
Cette œuvre a par la suite inspiré d'autres grands artistes finlandais, comme le peintre Akseli Gallen-Kallela (1865-1931) et le compositeur Jean Sibelius (1865-1957), et le 28 février est encore commémoré comme une fête nationale en Finlande.
Les écrits de Johan Ludvig Runeberg ont également attisé le mouvement pour l'indépendance.
La reconnaissance des Finlandais pour le « tsar libérateur » est encore vive, puisque sa statue trône toujours aujourd'hui sur la place du Sénat a Helsinki.
Malgré cela, les lois linguistiques ont mis du temps à être pleinement mises en œuvre en raison de l'ingérence de l'élite suédoise, qui possédait la plupart de ces bureaux et entreprises.
Le pouvoir de la Diète est étendu en 1869, lui donnant plus de pouvoir et la capacité d'initier diverses lois.
L'acte appelait également le tsar à faire appel à la Diète tous les cinq ans.
Une loi adoptée concernant la religion a également été adoptée en 1869 qui a empêché le pouvoir de l'État sur l'Église.
De plus, la Finlande a pu mettre en place sa propre monnaie le mark finlandais, et sa propre armée l'armée du Grand-Duché de Finlande (fi),.

## Administration du Grand-Duché

### Subdivisions territoriales
La division territoriale en provinces introduite en Suède en 1634 a été maintenue avec seulement des changements mineurs.
En 1837, le dirigeant est renommé gouverneur.
En russe, les provinces de Finlande étaient appelées gouvernements.
Le grand-duché était divisé en huit gouvernements :
| Åbo et Björneborg Vyborg Vasa Kuopio Uleåborg Sankt Michel Tavastehus Nyland   |
| Åbo et · Björneborg Vyborg Vasa Kuopio Uleåborg Sankt Michel Tavastehus Nyland |

| Åbo et · Björneborg Vyborg Vasa Kuopio Uleåborg Sankt Michel Tavastehus Nyland |

### Gouverneurs
Les gouverneurs généraux du grand-duché de Finlande, ont été, par ordre chronologique, :

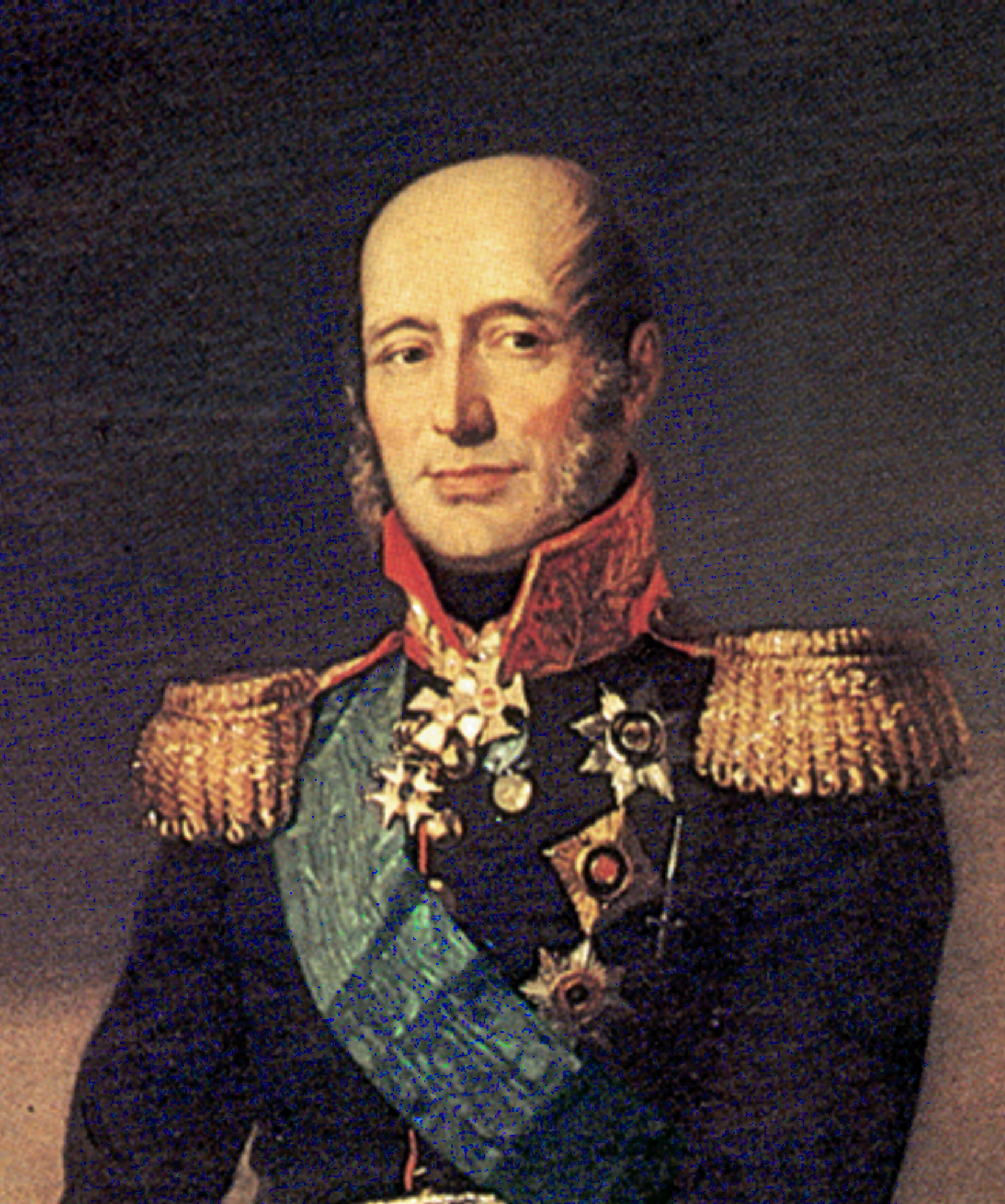
Michel Barclay de Tolly.

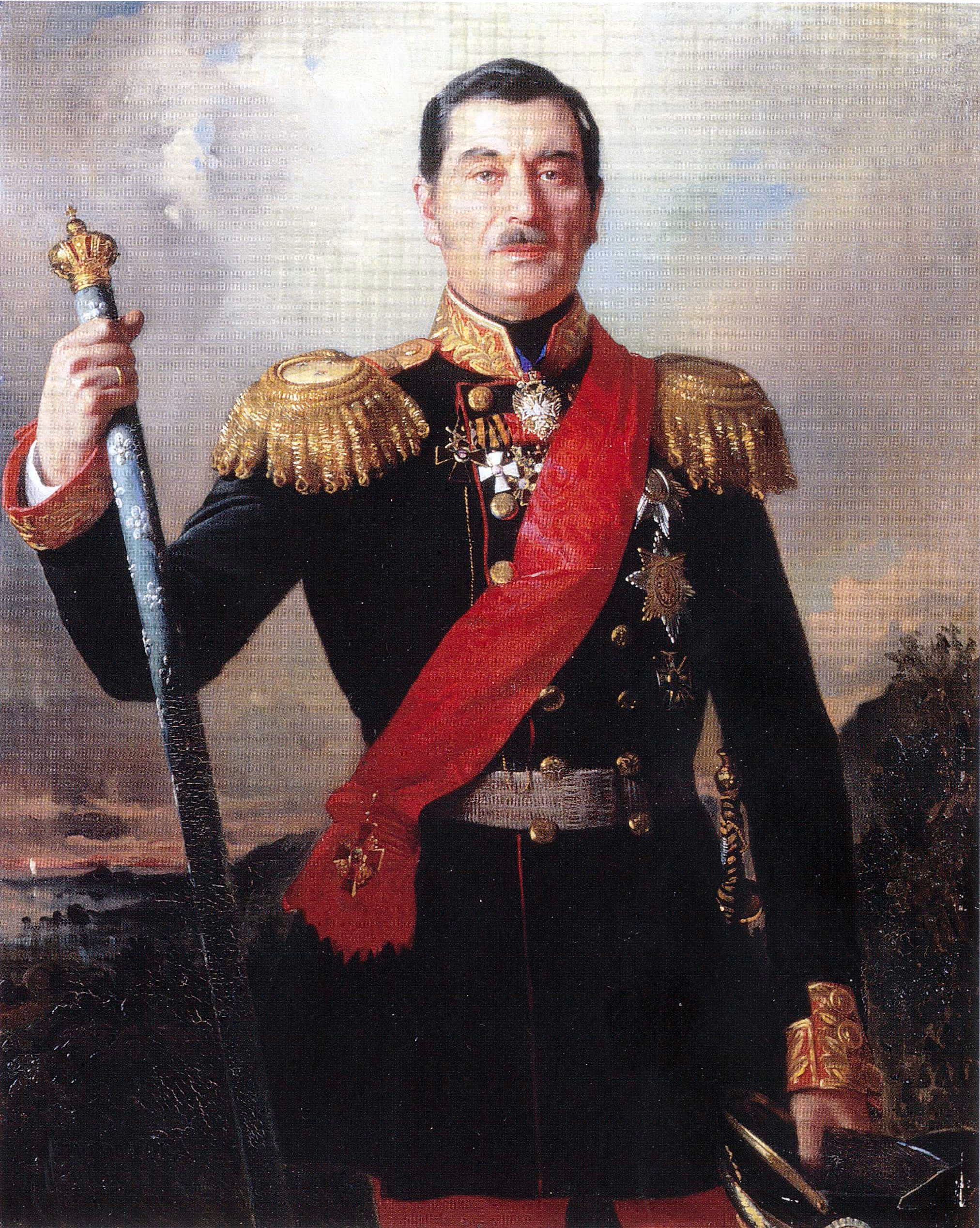
Johan Mauritz Nordenstam.

| Gouverneur                                      | Période                           |
| ----------------------------------------------- | --------------------------------- |
| Général Göran Magnus Sprengtporten              | 1808–1809                         |
| Général Michel Barclay de Tolly                 | 1809–1810                         |
| Général Fabian Steinheil                        | 1810–1823                         |
| Comte Gustaf Mauritz Armfelt                    | ff.1812–1813                      |
| Général Arseni Zakrevski                        | 1823–1831                         |
| Amiral Alexandre Sergueïevitch Menchikov        | 1831–1855                         |
| Général Friedrich Wilhelm von Berg              | 1855–1861                         |
| Général Platon Rokassovski                      | ff.1854–1855, 1861–1866           |
| Général Johan Mauritz Nordenstam                | 1861, 1864, 1868, 1870, 1872–1873 |
| Général Nikolaï Adlerberg                       | 1866–1881                         |
| Général Friedrich van Heiden                    | 1881–1897                         |
| Lieutenant-Général Stepan Gontcharov            | 1897–1898                         |
| Général Nikolai Bobrikov                        | 1898–1904                         |
| Lieutenant-Général Ivan Obolenski               | 1904–1905                         |
| Conseiller secret Nikolaï Nikolaïevitch Gerhard | 1905–1908                         |
| Général Woldemar von Boeckmann                  | 1908–1909                         |
| Lieutenant-Général Franz Albert Seyn            | 1909–1917                         |
| Sénateur Adam Lipski                            | 1917                              |
| Mikhaïl Alexandrovitch Stakhovitch              | 1917                              |
| Nikolaï Vissarionovitch Nekrasov                | 1917                              |